# FS D345 sorozat
Az FS  D345 sorozat egy olasz Bo'Bo' tengelyelrendezésű dízelmozdony-sorozat. Az FS üzemelteti. Összesen 145 db készült belőle 1970 és 1979 között a FIAT Grandi Motori, a Breda és a SOFER gyáraiban.

## Története
Az FS D343 sorozat pozitív tapasztalatai után 1970-ben az olasz államvasutak, a Ferrovie dello Stato további 70 dízelmozdonyt rendelt, kisebb fejlesztésekkel. A FIAT-motort megerősítették, míg a Breda-motorról le kellett mondani, és egy új, megbízhatóbb hűtőrendszerrel kellett felszerelni. A mozdonyokat a FIAT, a Breda és a SOFER gyártotta, az elektromos berendezéseket a Magneti Marelli, a TIBB és az Italtrafo szállította. Az utolsó egységet 1979-ben szállították le.

## Leírása
A D.345 felépítése nagyon hasonlít a D.343-aséhoz. A motornak, a generátornak és a hűtőrendszernek otthont adó központi részből hiányzik a poggyásztér, amelyet az előző sorozatban sem használtak soha. A motor egy 4+4 hengeres FIAT 218SSF V motor, közvetlen üzemanyag-befecskendezéssel, teljesítménye 1350 LE 1500 fordulat/perc fordulatszámon.
Az elektromos generátor a Tecnomasio Italiano Brown Boveri (TIBB) által gyártott egyenáramú, 750 kW (1010 LE) teljesítményű. A vontatómotorokat - forgóvázanként egyet-egyet - az Ansaldo gyártotta.
A vezérlőáramkörhöz elektropneumatikus kapcsolók és relék tartoznak, amelyek az első vezetőfülke nagy fülkéjében találhatók. A D345 a vontatómotorok mezőgyengítéssel (tolatással) ellátott statikus szabályozását is bevezette, amely öt fokozatra van osztva, amelyek automatikusan beillesztésre kerülnek (egyszerre egy-egy motoron), amikor a gázkar szabályzó (amely úgy néz ki, mint egy kormánykerék, és 13 állással rendelkezik) 10 és 13 közötti bármelyik fokozatban van.